# Самостан Мирамион
Самостан Мирамион (франц. Le couvent des Miramiones) биo је једна од хуманитарних установа у Паризу, који је  1675. године госпођа де Мирамион, како су је најчешће звали грађани Париза  (Marie Bonneau de Rubelles 1629 - 1696),  богата удовица мајка једне девојчице која је након очеве смрти наследила 1.200.000 фунти, и тим новцем помагала духовника Винсента де Пола у његовим делима. Када је купила зграду изграђену на територији самостана и колеџа Бернардинаца  и њој је  основала самостан Мирамионе, који је био намењен подучавању, образовању и бризи за сиромашне и болесне.

## Положај и заштита
Самостан Мирамион се  налазио у згради  на адреси 47, quai de la Tournelle, у  5. арондисману Париза, што се може видети на картама Париза из 1760. и 1771. године .
Зграда бившег самостана 1926. године. је уписан у регистар  историјски споменик културе  Париза

## Историја
Госпођа Мирамион након што је полажила завет чедности 2. фебруара 1649. године, прво је сарађивала у промоцији дела Винсента де Пола и Лоуиса де Марила, а затим је почела да развија сопствене институције. Иако је и даље привлачило повлачење из света (самостански живот), она користи и свој предузетнички дух и менаџерску ефикасност у радовима које је финансирала личним средствима. На почетку свог хуманитарног рада она је била је блиска дружини са благословом, са којом је делила веру и жељу и смисао за конкретна дела која су захваљујући њеним способностим успешно изведена.
Током свог хуманитарног рад госпођа Мирамион основала је:
- више од стотину школа за заштиту и образовање девојчица и сиромашне жена;
- уточишта за духовнике,
- уточишта за лечење и одмор сиромашних особа,
- уточишта за грађанске жене.

У овим установм обучавала је медицинске сестре које су научиле да се правилно облаче, раде са болеснима и управљају лековима. 
Госпођа Мирамион, је имала посебан дар за све што потпада под институционалну управу,  и у склопу тога редовно надгледала и успостављала рад и рад у здравственим клиникама, и другим институцијама које је оснивала, па је тако:
- успоставила управу у болницама за сиромашне;
- реформисала прописе у неколико добротворних институција;
- борила се против глади и хладноће којој су били изложени сиромашни,
- организовала поделе хране из народне кухиње.
- организовала поделе одеће и обуће.

Кроз све ове активности, она је уједно бдела и над ширењем и хомогенизацијом вере. 
Након што је 1662. године основала заједницу Света породица, састављену од седам до осам људи, посвећену нези болесника и подучавању сиромашних девојчица, она је ујединила ову заједницу са са заједницом Кћери свете Женевијеве, и проширили своје активности из Париза на Амјен и La Ferté-sous-Jouarre , у епархији Meaux.
У Самостану Мирамио госпођа  Мирамион је живела заједно са женама које је сакупљала, обучавала и изоловала од остатка света, али им није наметала строгу изолацију. Па су  штићенице самостана могле да напуштају Мирамион  кад год су то желеле. Њена добротворна организација је била много толерантнија и пуна нежности за разлику од оне коју су упражњавале друге заједнице.
Када је самостанска заједница распуштена 1794. године, просторије самостана Мирамион су коришћене у друге сврхе, па је тако 1812. године у овај објекат смештена Општа болничка апотека. 

### Самостан као музеј
Од  1934. године до 2012. години у згради бившег самостана Мирамион радио је музеј  под називом Assistance publique - Hôpitaux de Paris. Током 2012. године музеј је продат  хотелу Xavier Niel, и данас је познат као Отел Мирамион.
- Део музејске поставке у самостану док је у њему радио медиицински музеј Париза